# Eytan Fox
Eytan Fox (איתן פוקס) (Nova York, 1964) és director de cinema israelià.
Va néixer a Nova York, amb dos anys però, va anar a viure amb la seva família a Israel. El seu pare, Seymor (Shlomo) Fox, era rabí i professor a la Universitat Hebrea de Jerusalem, i la seva mare, Sarah Kaminker-Fox, tècnica d'urbanisme a Jerusalem. Eytan va créixer a Jerusalem, va passar per l'exèrcit i va estudiar a l'Escola de Cinema i Televisió de la Universitat de Tel-Aviv. En l'actualitat s'està a Vallbone (França).
És obertament gai i moltes de les seves pel·lícules contenen temes de l'homosexualitat, així com l'efecte que el conflicte israelià-palestí té en les relacions interpersonals.
Amb la seva primera pel·lícula "After" (1990), centrada en la identitat sexual a l'exèrcit, "carrega contra" el mite del mascle dels soldats israelians.
Iossi i Jagger (2002), amb Yehuda Levi i Ochad Knoller) és un retrat de l'amor entre dos joves militars jueus mentre completaven el seu servei nacional obligatori. Amb "Caminar damunt les aigües" (2004, amb Lior Ashkenazi) aborda els temes espinosos del racisme/discriminació i enfrontar-se al passat nazi de dos joves alemanys de classe alta. Lior Ashkenazi interpreta un assassí del Mossad sota cobert com a guia turístic. A la pel·lícula de 2006 The Bubble, es fa la gran pregunta: Què és l'amor? ja que la pel·lícula segueix tres joves residents de Tel-Aviv, una activista política i els seus dos companys de pis, un dels quals s'enamora d'un palestí, que també apareix com a cambrer, mentre està a la guàrdia fronterera com a part del seu servei militar nacional.
Iossi, el cinquè llargmetratge de Fox, seqüela de lossi & Jagger (2002). La trama té lloc una dècada després dels fets d'aquella pel·lícula anterior. Segueix el personatge principal, un cardiòleg gai encara a l'armari que lluita per trobar sentit a la seva vida alhora que supera la pèrdua del seu amant, i concilia el seu passat amb el seu futur.
Les seves pel·lícules han obtingut un gran èxit de públic i de crítica reconeixent-les als festivals de cinema internacionals.

## Filmografia
- 1990, After (Time Off), (אפטר) curtmetratge
- 1994, La Cancó de la Sirena, (שירת הסירנה)
- 1997, Gotta have heart, (בעל בעל לב)
- 2002, Iossi i Jagger, (יוסי וג'אגר)
- 2004, Caminar sobre les aigües, (ללכת על המים)
- 2006, La bombolla, (הבועה)

- 2012, Iossi, seüela de Iossi i Jagger
- 2013, Cupcakes (Banagot)
- 2020, Subiet